# جزيرة تشارباناك

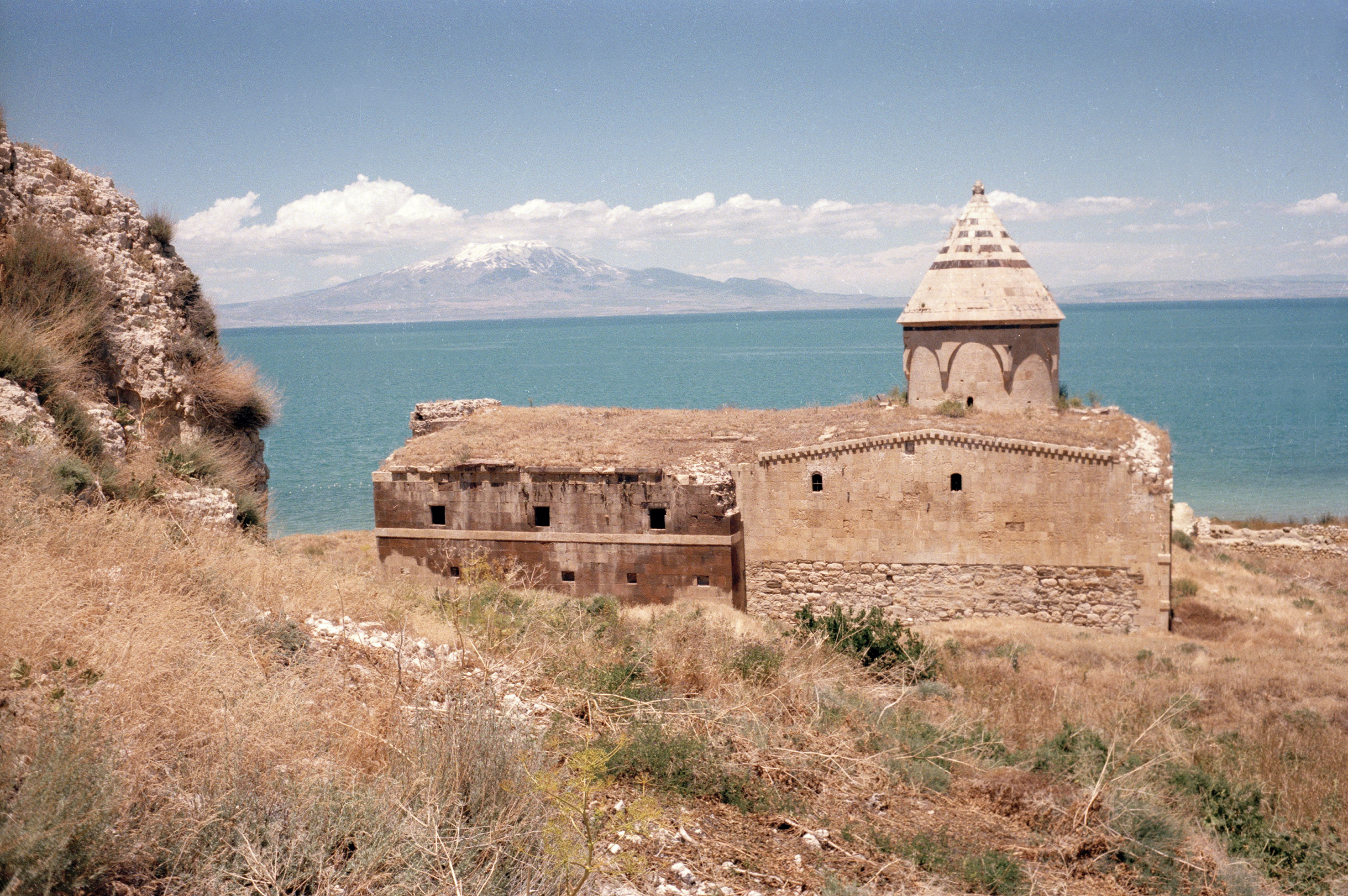
دير كتوتس الأرمني من القرن الخامس عشر في جزيرة تشارباناك

جزيرة تشارباناك (بالتركية: Çarpanak Adası)‏ (بالأرمنية: Կտուց կղզի)‏ هي جزيرة صغيرة تقع في بحيرة وان. وهي الآن غير مأهولة بالسكان، ولكنها كانت تضم سابقاً ديراً أرمنياً يسمى كتوتس. لا يزال من الممكن رؤية أنقاضه.

## الصور

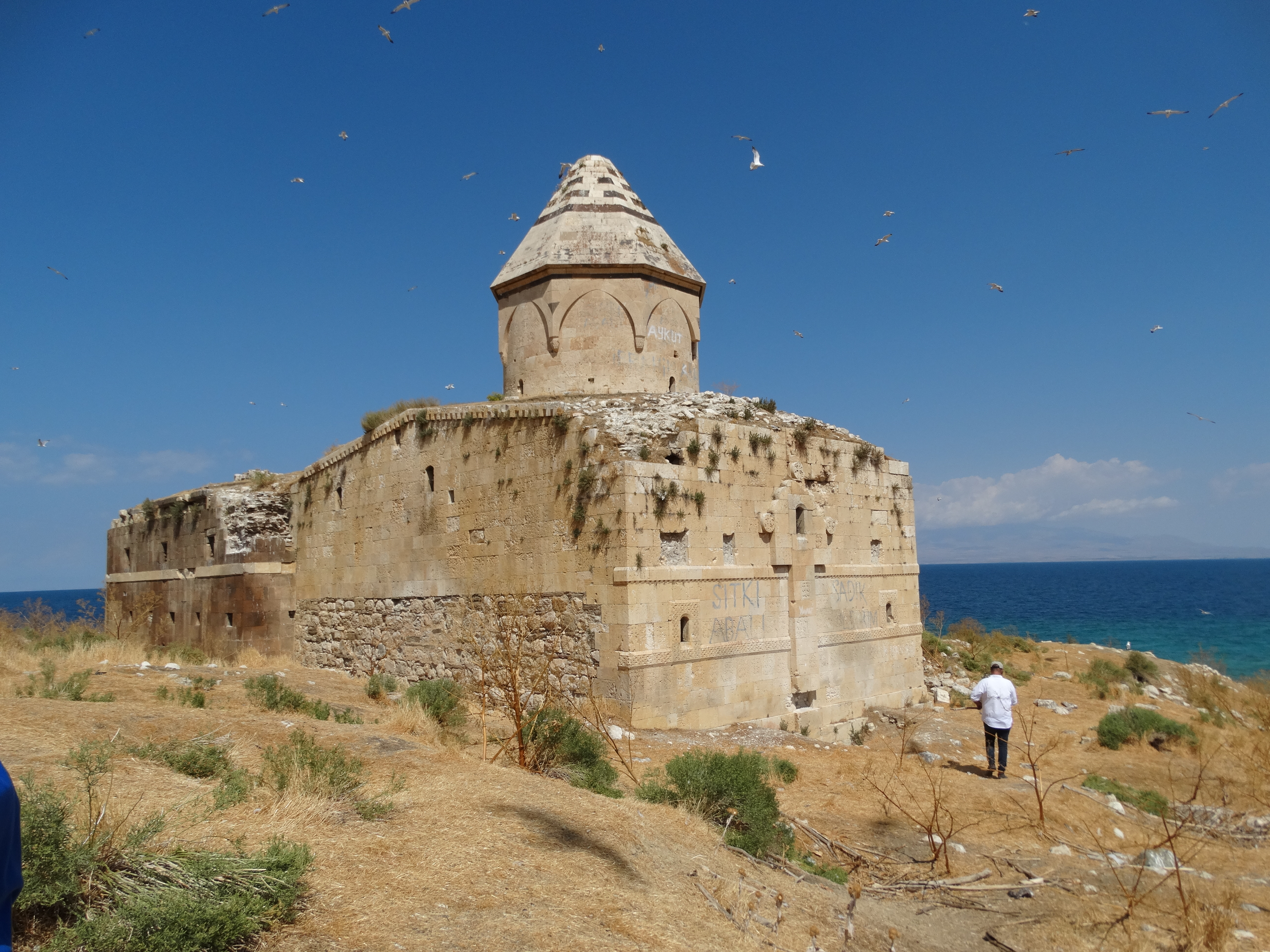
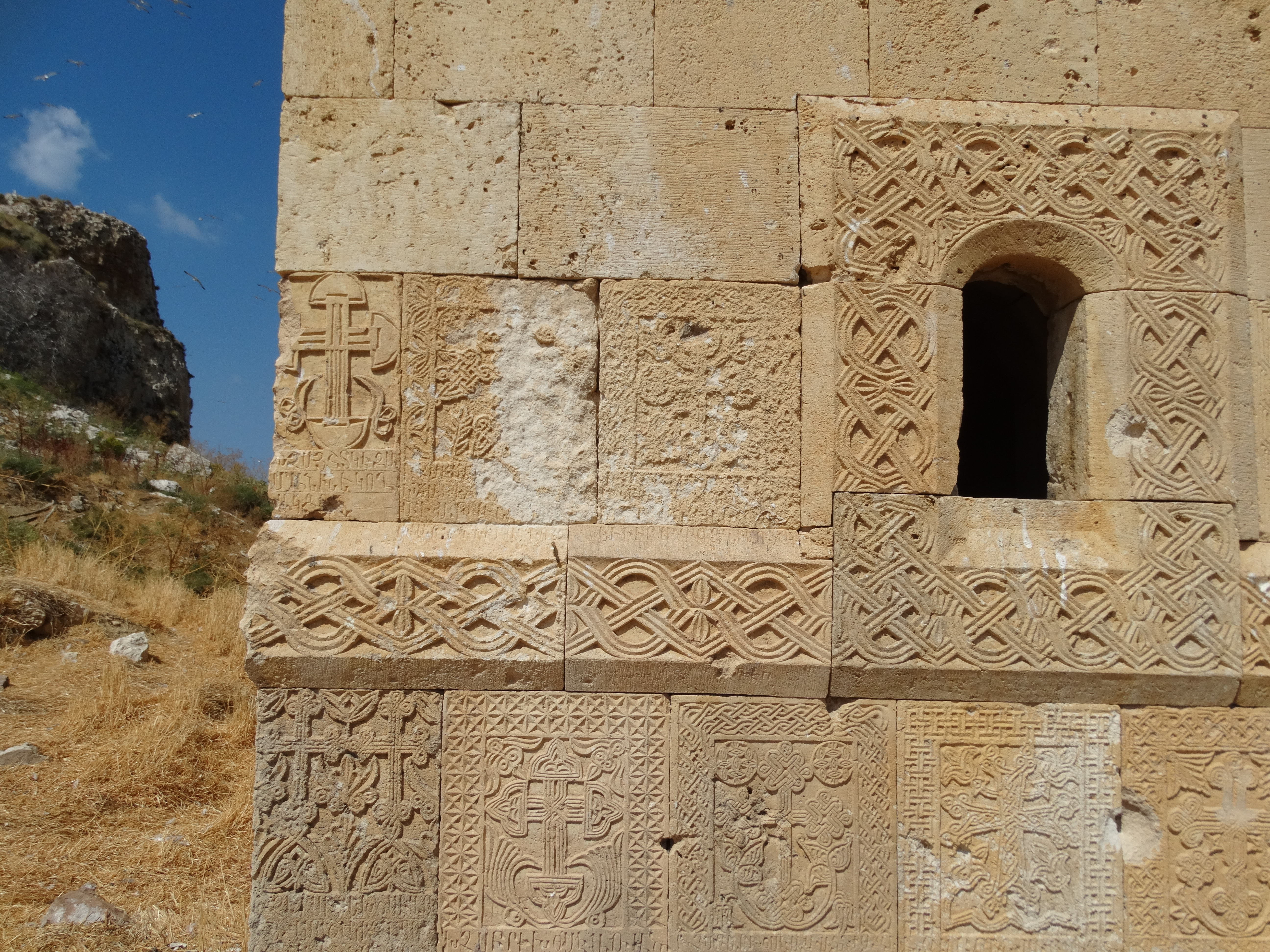
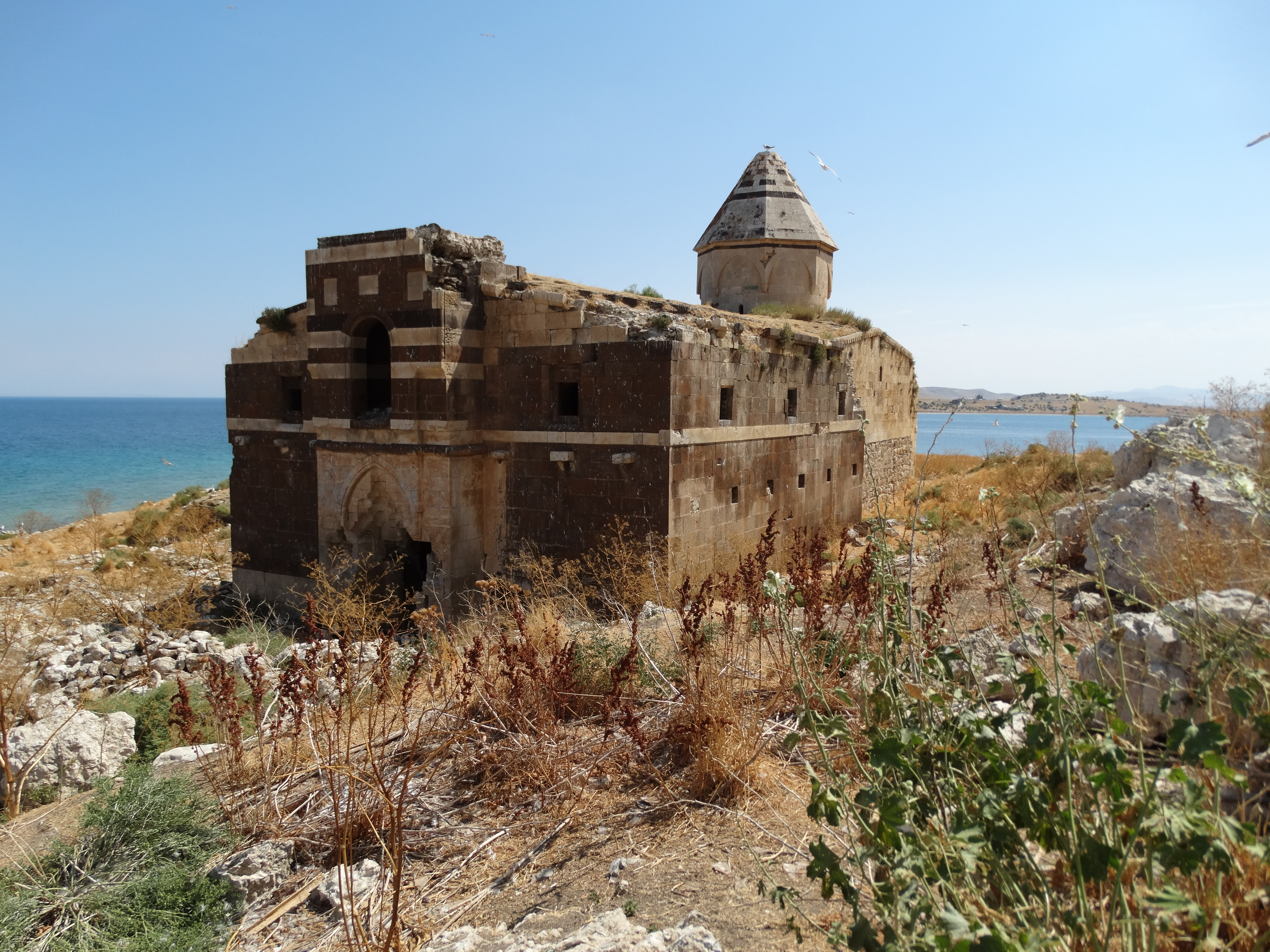
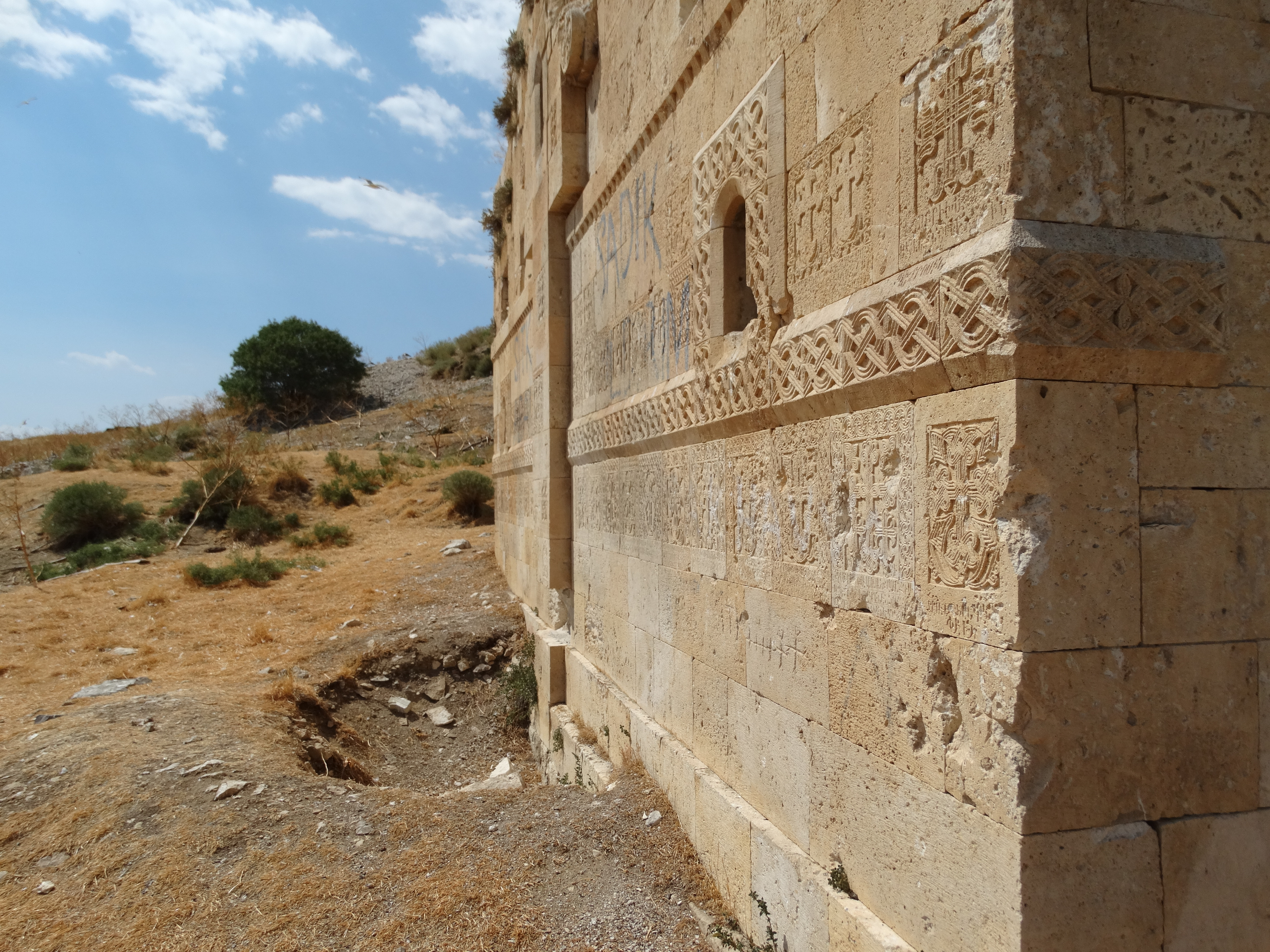
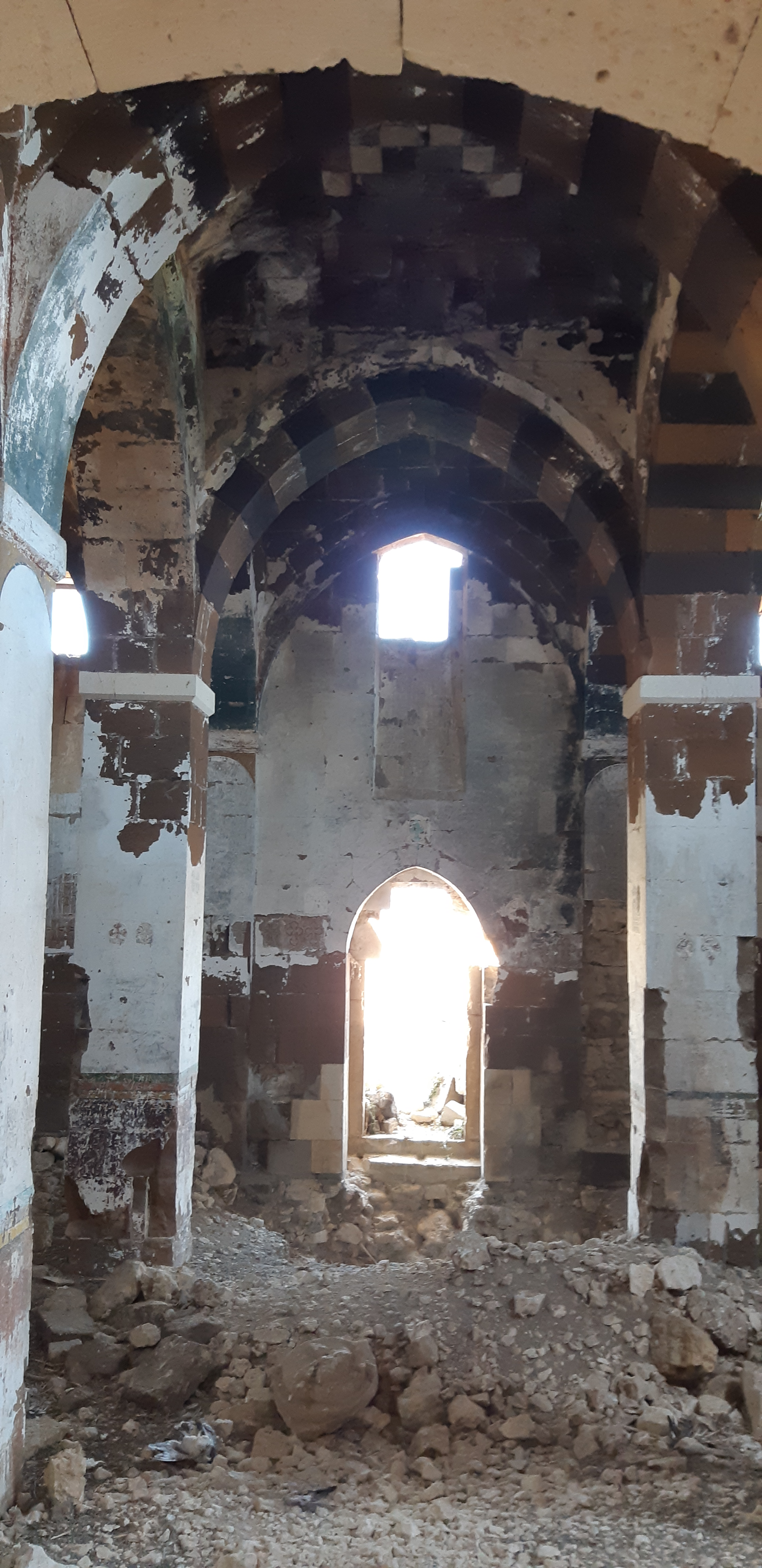
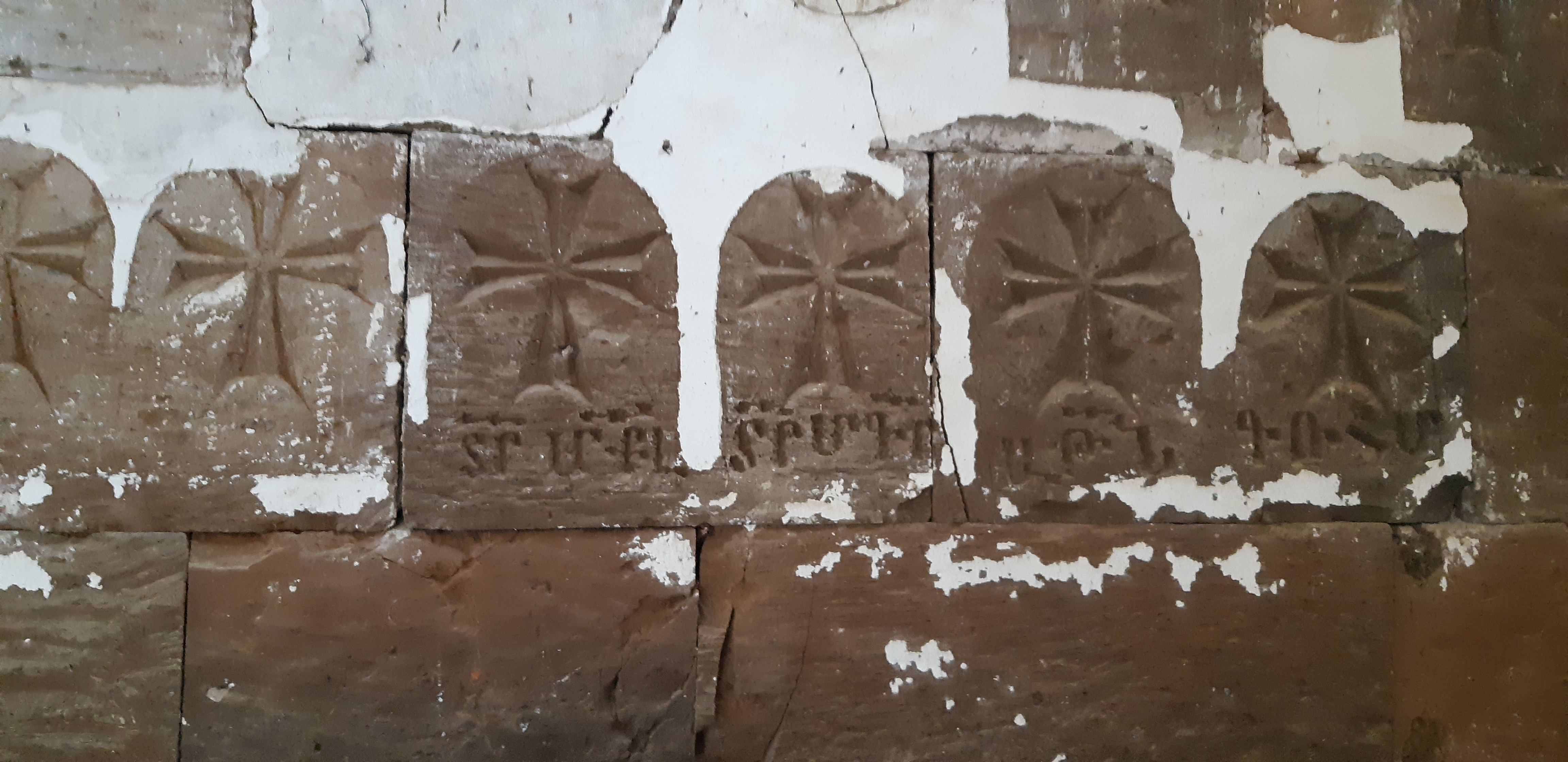

## روابط خارجية
- Ktuts 'Anapat (الصور والمعلومات في مجموعات Rensselaer الرقمية)
- دير الأرمن في جزيرة كتوتس (شارباناك) ، بحيرة فان
- دير الأرمن في جزيرة كتوتس (شارباناك) ، بحيرة فان

## أنظر أيضاً
- بحيرة وان
- دير كتس
- جزيرة أكدامار
- جزيرة كوش